# Косарики італійські
Коса́рики італі́йські (Gladiolus italicus) — багаторічна рослина родини півникових. Вид занесений до Червоної книги України у статусі «Зникаючий». Декоративна культура.

## Опис
Трав'яниста рослина 30-100 см заввишки. Бульбоцибулина до 2 см завширшки, вкрита грубоволокнистою оболонкою. Стебла поодинокі, прямостоячі, голі, нерозгалужені. Листків 3-5 штук, вони лінійномечоподібні, загострені, до 20 см завдовжки, 8-22 мм завширшки. Жилкування паралельне. Приквітків 2: на початку розвитку вони мають однакову довжину, під час цвітіння ріст одного з них продовжується, внаслідок чого він перевищує інший у 3-4 рази завдовжки.
Суцвіття — рідка двобічна китиця, що складається з 3-12 зигоморфних квіток без запаху. Довжина суцвіття не перевищує 20 см. Оцвітина 3-4,5 см завдовжки, при основі воронкоподібна, трохи вигнута. Пелюстки пурпурово-рожеві, на нижніх помітна біла смуга з темно-пурпуровою облямівкою, верхня пелюстка у квітці ширша за нижні і бічні. Тичинки рожеві з жовтими пиляками. Маточка біла або рожева.
Плід — куляста або обернено-яйцеподібна світло-коричнева коробочка завширшки 10-12 мм. Після достигання вона розтріскується вздовж на 3 частини. В ній міститься 24-48 насінин. Насінини безкрилі, кулясті, завширшки 3-4 мм. Стигле насіння померанчево-коричневого кольору, після підсихання воно темнішає. За двобічним суцвіттям і безкрилим насінням цей вид легко відрізнити від близького виду Gladiolus communis.

## Екологія та поширення
Рослина помірно посухостійка, світлолюбна, надає перевагу відкритим місцинам. Трапляється в ялівцевих та пухнастодубових рідколіссях, оливкових садах, обабіч доріг і полів (особливо кукурудзяних і пшеничних), на узліссях, луках, трав'янистих схилах, де підіймається до висоти 300–1200 метрів над рівнем моря. Зростає на кам'янистих та щебенистих, добре дренованих ґрунтах.
Квітне на півдні ареалу в березні-травні, в Україні — в травні-липні; плодоносить у червні-липні. Розмножується бульбоцибулинами та насінням.
Ареал косариків італійських охоплює Середземномор'я, Малу та Центральну Азію, Крим, Кавказ, Аравійський півострів, Північну Африку. На теренах України відомо лише декілька невеликих популяцій, розташованих поблизу Ялти, Сімеїза, села Резервне, на мисі Айя. Щільність українських популяцій низька і не перевищує кількох особин на один ар. За межами ареалу вид натуралізований у субтропічних областях, де зростає у здичавілому і культурному вигляді.

## Значення і статус виду
Загалом чисельність цього виду стабільна і не викликає побоювань. В Україні косарики італійські знаходяться на північній межі ареалу, отже страждають від дефіциту відповідних екотопів. Крім того, в Криму на чисельність цього виду несприятливо впливають рекреаційне навантаження та збирання квітів для букетів. Рослина охороняється в Ялтинському гірсько-лісовому заповіднику та заказнику «Мис Айя», вирощується у Нікітському ботанічному саду і Національному ботанічному саду імені Миколи Гришка.
Вид доволі популярний у садівників, гарно виглядає в поєднанні з тюльпанами, півниками, ранньоквітучими видами декоративної цибулі, на фоні чагарників тощо. Косарики італійські дають якісний зріз для букетів, є перспективним матеріалом для селекції. Відомий витончений сорт цієї рослини з білими квітами — 'Texas Snowflurry'. Вид широко культивується в Європі та субтропічних областях світу. Натуралізовані рослини за межами природного ареалу вважаються злісними бур'янами, особливо у посівах пшениці, оскільки їх дуже важко відрізнити від цього культурного злаку за формою листя.

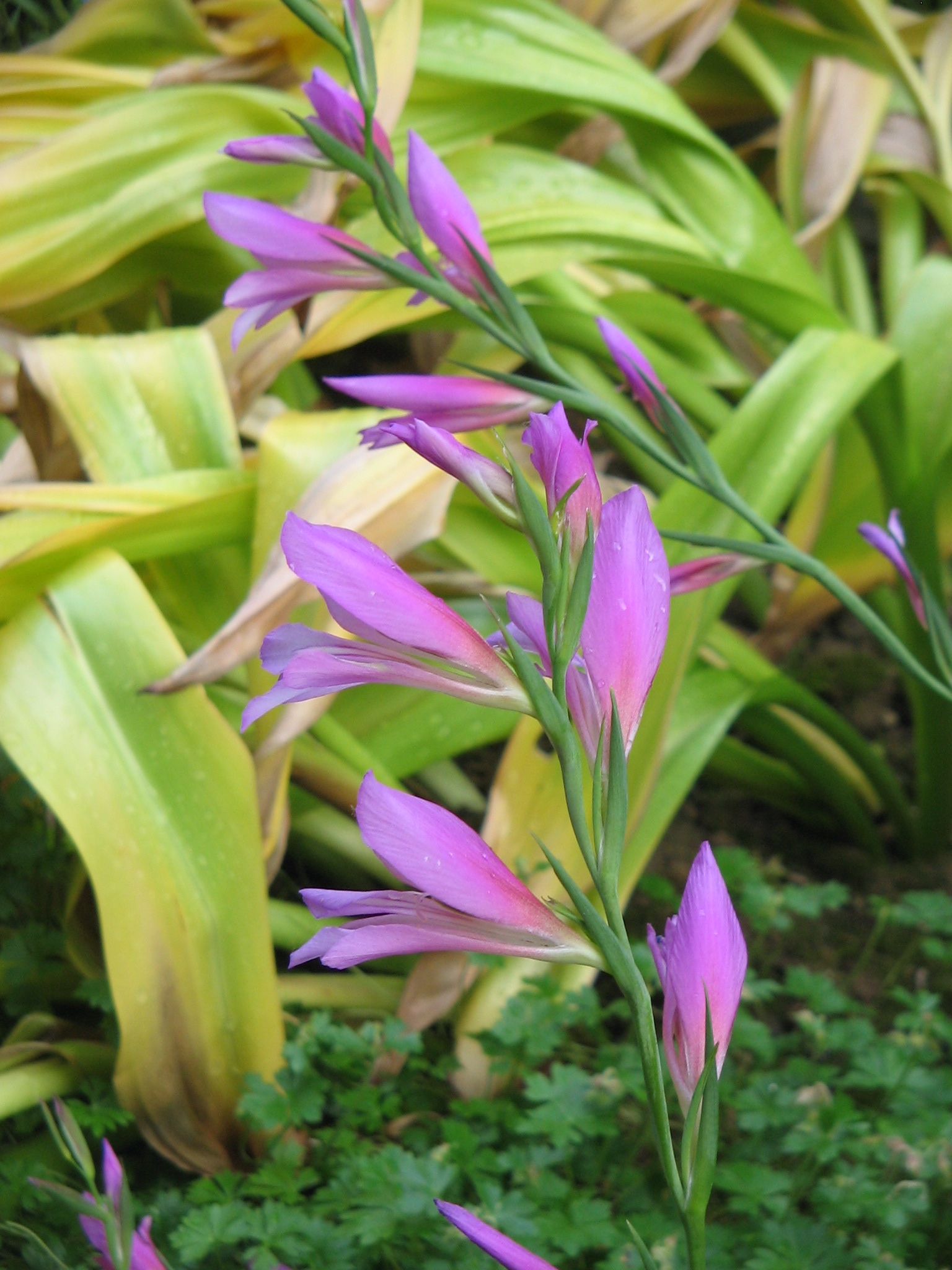
Суцвіття
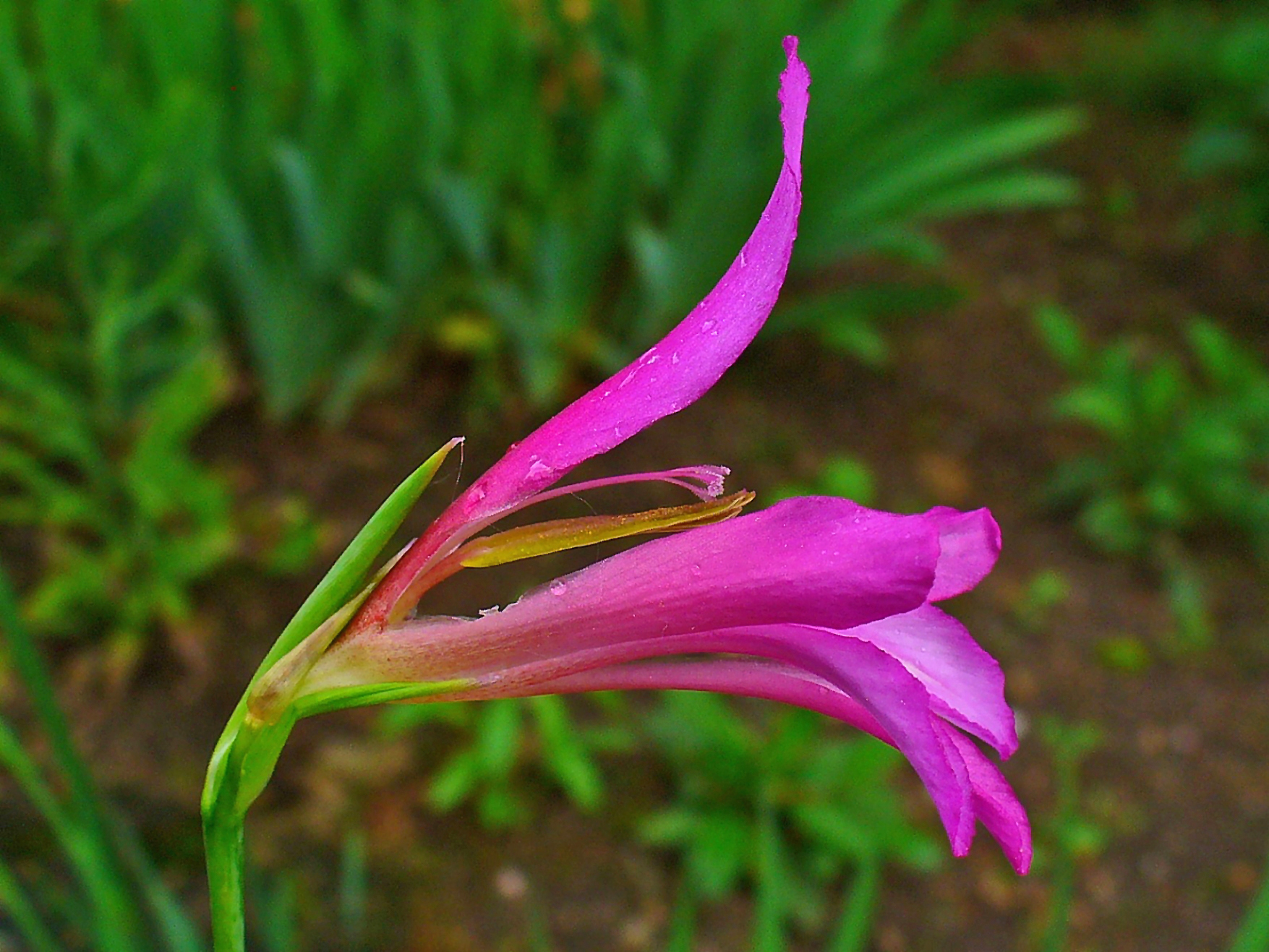
Вигляд квітки збоку
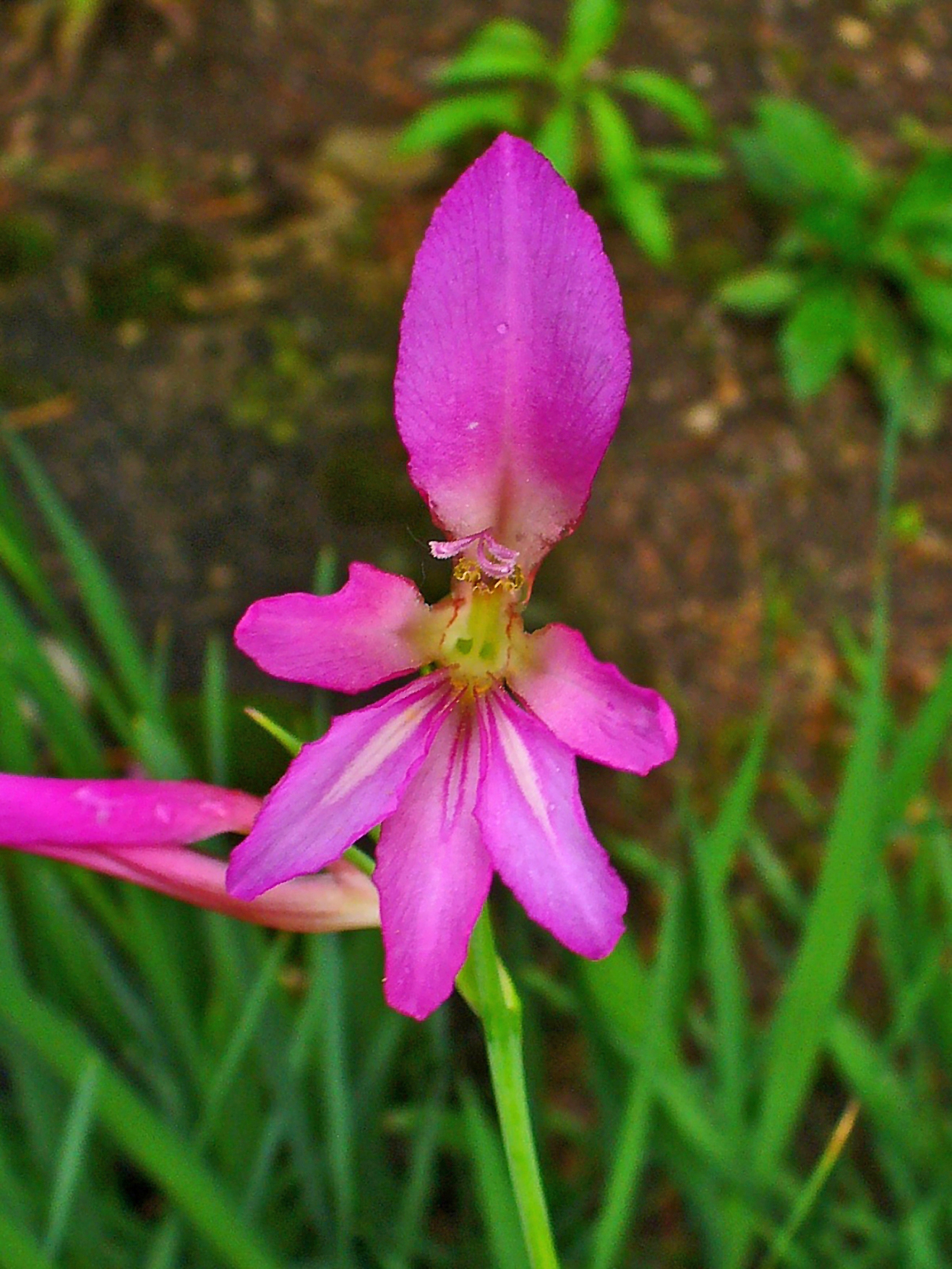
Вигляд квітки спереду
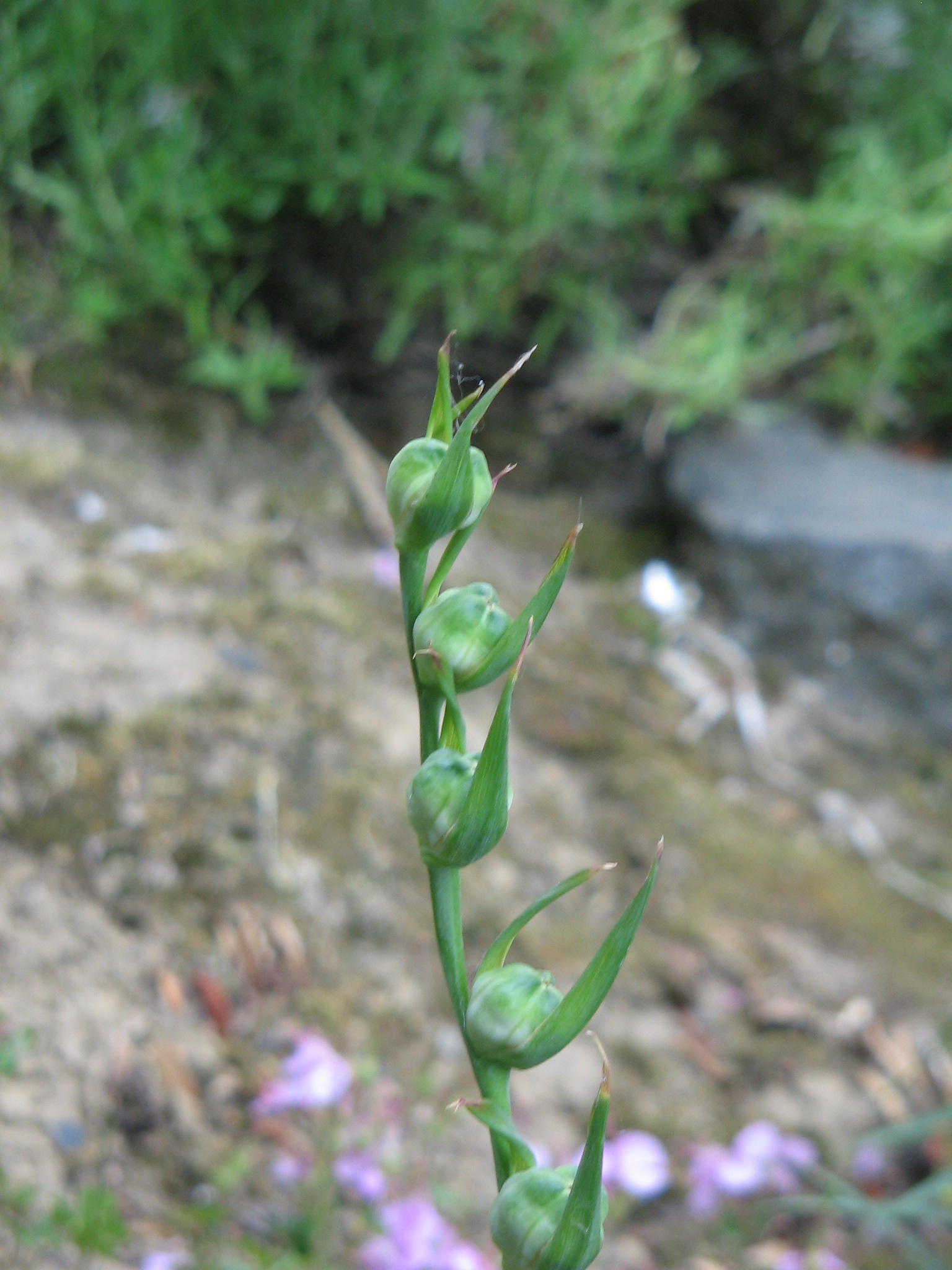
Недостиглі плоди
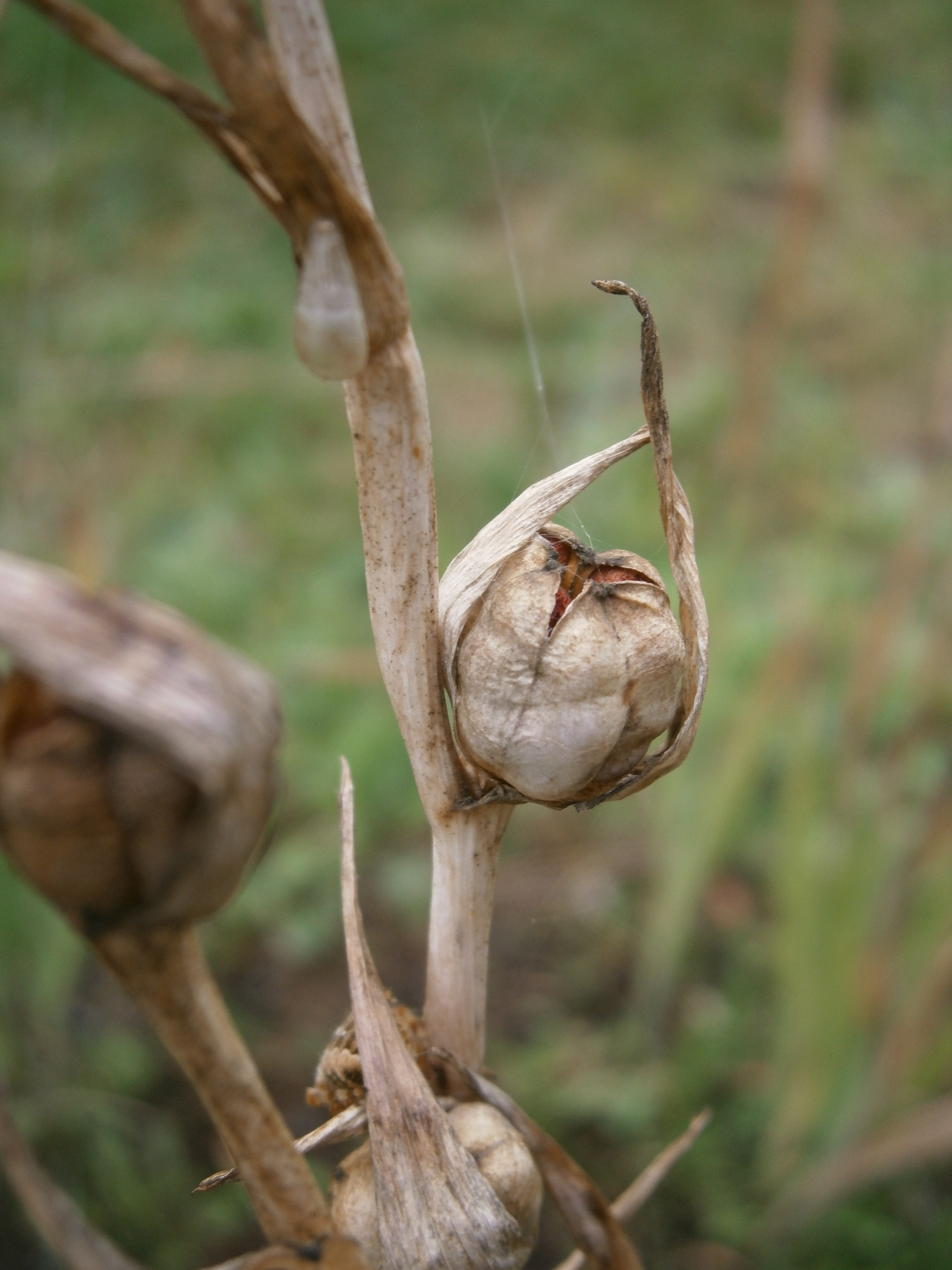
Стиглі плоди
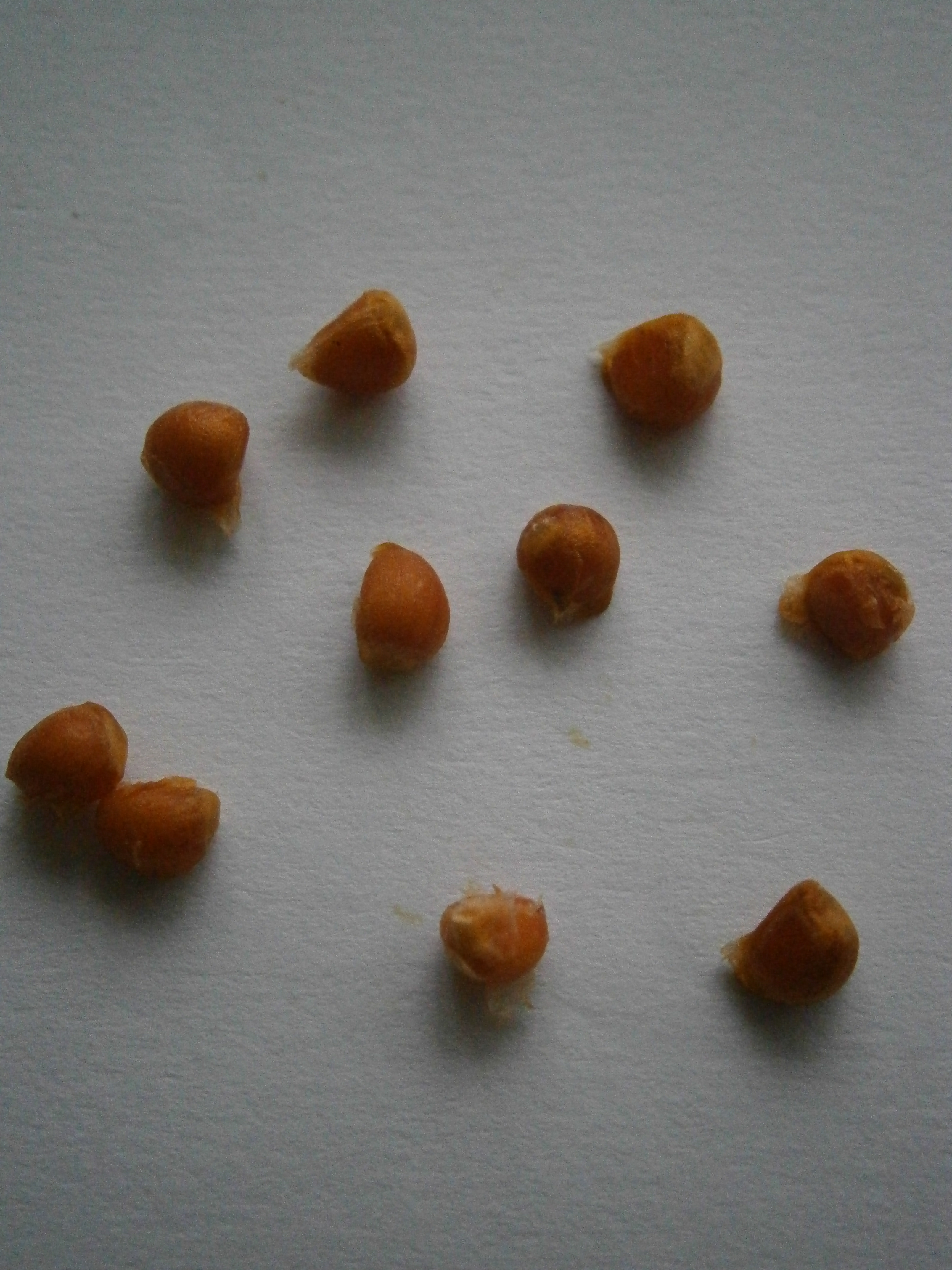
Насіння
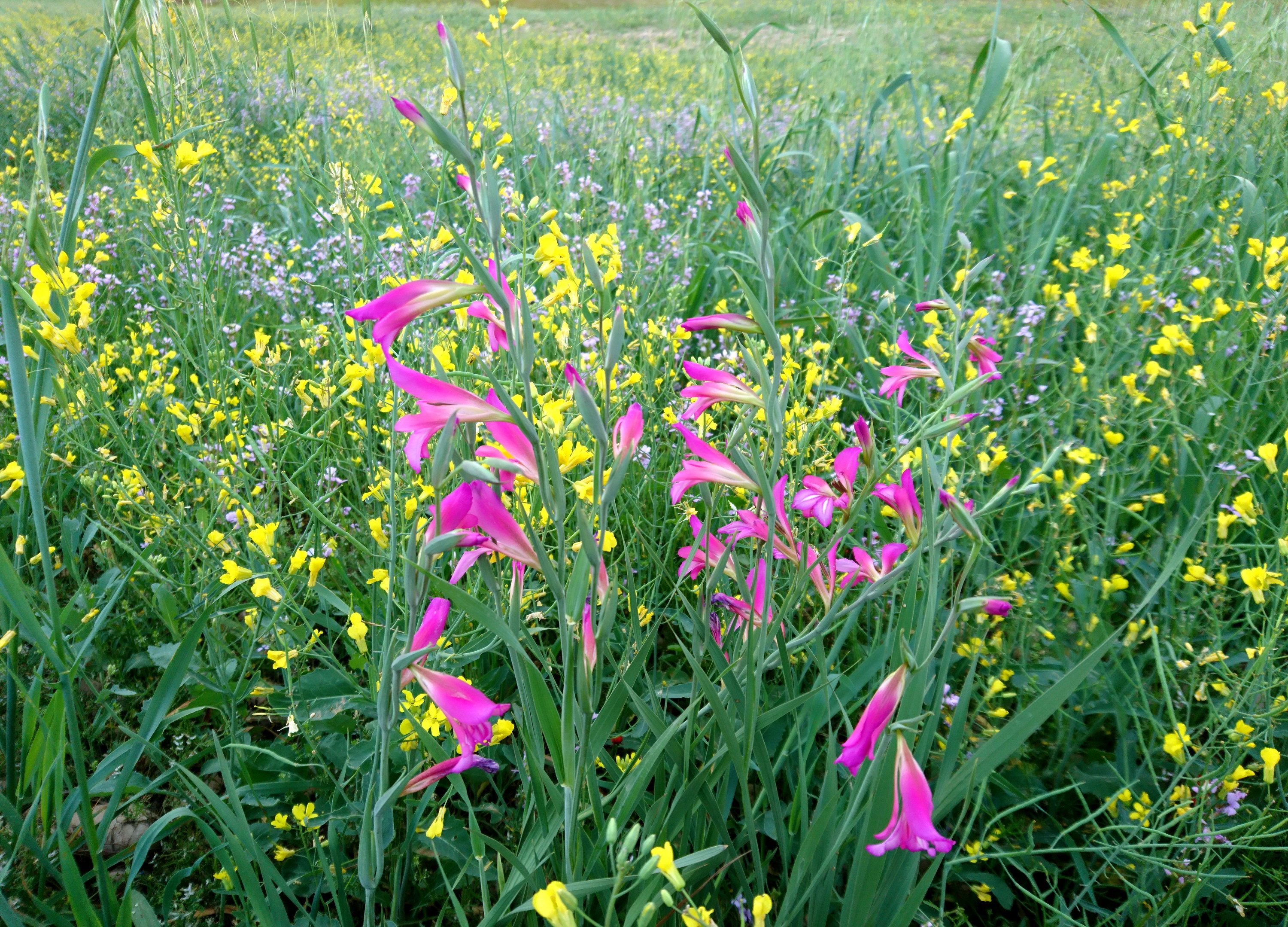

## Синоніми
| - Ballosporum segetum (Ker Gawl.) Salisb. - Gladiolus bornetii Ardoino - Gladiolus communis subsp. inarimensis (Guss.) Nyman - Gladiolus commutatus Bouché - Gladiolus dalmaticus Tausch ex Rchb. - Gladiolus dubius Parl. - Gladiolus gawleri Jord. - Gladiolus guepinii K.Koch - Gladiolus inarimensis Guss. - Gladiolus infestus Bianca - Gladiolus leucanthus Bouché - Gladiolus ludovicae Jan ex Bertol. - Gladiolus pallidus Bouché - Gladiolus paui Sennen | - Gladiolus proteiflorus G.B.Romano ex Lutati - Gladiolus segetalis St.-Lag. - Gladiolus segetum Ker Gawl. - Gladiolus segetum subsp. commutatus (Bouché) K.Richt. - Gladiolus segetum subsp. guepinii (K.Koch) Nyman - Gladiolus segetum subsp. inarimensis (Guss.) K.Richt. - Gladiolus segetum var. infestus (Bianca) Nyman - Gladiolus segetum var. ludovicae (Jan ex Bertol.) Nyman - Gladiolus segetum subsp. ludovicae (Jan ex Bertol.) K.Richt. - Gladiolus segetum f. sterilis M.Arnaud - Gladiolus spathaceus Parl. - Gladiolus tenuiflorus K.Koch - Gladiolus turkmenorum Czerniak. - Sphaerospora segetum (Ker Gawl.) Sweet |